# Paraziții Urbani
Paraziții urbani (en. Urban Vermit) este un serial de desene animate Canadian, produs de YTV și Decode Entertainment Inc, cu sprijinul Jetix.

## Despre serial
Serialul este o privire alertă comică, asupra confruntării dintre bine și rău. Urban Vermin este povestea a doi frați ratoni, Abe și Ken. Abe și-a făcut o armată de luptători, cerându-și drepturile, în bătălia împotriva maleficului său frate, Ken și echipa lui de șobolani.

## Personaje

### Frontul pentru Eliberearea Gunoaielor
- Abe este liderul FEG- Frontul pentru Eliberearea Gunoaielor. Este chipeș pentru un raton, sever, puțin perfid, neînfricat și isteț. Abe e un bun strateg de geniu cu un talent special în a-și chinui fratele mai mic, Ken. Nici astăzi nu se știe ce s-a petrecut între Abe și Ken, și nimeni nu se întreabă.

- Coco este o veveriță inteligentă și creativă. În laboratorul ei secret, construiește echipamentele, armele și vehiculele de care are nevoie echipa lui Abe în aventurile ei îndrăznețe.

- Madman sau Zănaticul este un sconcs care s-a rătăcit când era mic în pădure. A fost apoi adoptat de o familie de bibezi. Și acum mai păstrează amintiri dragi din trecut, mai ales despre castronașul său de mâncare sau despre reluările la "The Hyper Hour".

- Nigel e o cârtiță cu gheare ascuțite, nemaipomenit de puternic și rapid. Este mai rezistent decât o locomotivă de 10 tone. Nigel o place în secret pe Coco. Adoră atitudinea ei și codița de veveriță.

### Armata șobolanilor
- Ken este chiar opusul lui Abe: foarte rău și însetat de succes. Nu se va opri până nu va zdrobi enervanta mișcare de reziștență a lui Abe. Ken are multe idei îndrăznețe și deștepte, dar planurile lui tot eșuează mereu datorită echipei sale incapabile.

- No-Neck sau Fără gât acest șoarece și-a pierdut gâtul când a fost prins într-o cursă de șoareci. Este colonelul lui Ken și conducătorul armatei de șobolani. Are o viață socială, foarte activă și colecționează umbreluțe de coctail.

- Zitzy este un fel de Coco pentru Ken. Oposumul este lingușitor, lipsit de onoare și nedemn de încredere. Principala responsabilitate a lui Zitzy e să construiască arme, pe care Ken să le folosească împotriva FEG.

## Episoade
- 1 - Cursa brațelor
- 2 - Câinele luptei
- 3 - Pachetul șobolanului
- 4 - Trădări și minciuni
- 5 - Clubul împuțit
- 6 - Duzina de gogoși murdare
- 7 - Tunelul viziunii
- 8 - Mușuroiul ce vine din fața răcelii
- 9 - O ghindă prea îndepărtată
- 10 - Operațiunea antidot
- 11 - Radioul gratis din gunoi
- 12 - E bine să fii Ken
- 13 - Ce e în cutie?
- 14 - Chiar am câștigat?
- 15 - O mamă știe mai bine?
- 16 - Ai grijă de lumină!
- 17 - Te iubesc, Coco
- 18 - Lăcomie peste tot
- 19 - Madman!
- 20 - Sfârșitul zile nevăstuicii lui Buller
- 21 - Ajutor vrut
- 22 - Toată lumea îl iubește pe Ken
- 23 - Chiar se întâmplă?
- 24 - Prea frumos să fie adevărat
- 25 - Cine a făcut-o?
- 26 - Nu încă o zi!